# فنسنت كان
فنسنت كان (بالإنجليزية: Vincent Kane)‏ هو صحفي بريطاني، ولد في 13 يناير 1935 في كارديف في المملكة المتحدة.